# MSN Messenger
MSN Messenger je brezplačni računalniški program podjetja Microsoft, ki omogoča komunikacijo med uporabniki v realnem času. Za uporabo tega programa potrebujemo internetno povezavo in e-poštni račun. Ta program ponuja več različnih načinov sporazumevanja; pisanje, pogovarjanje s pomočjo slušalk, ogledovanje s pomočjo spletne kamere in izmenjevanje datotek. Na spletu pa je dostopen že tudi MSN-jev naslednik Windows Live Messenger. Za uporabo potrebujete Microsoft Passport.